# Ердельтер'єр
Ердельтер'єр (англ., нім., фр., ісп. Airedale Terrier — єдина уніфікована назва для багатьох мов світу) — англійська порода собаки групи тер'єрів, одна з найдавніших порід собак. Ердельтер'єра, або скорочено ерделя, називають королем тер'єрів, він найбільший з групи тер'єрів.

## Походження
Ердельтер'єр — порода собак, яка була колись вельми популярна в Росії і Європі, а колонізатори з задоволенням відвозили її представників у Африку й Азію. Тепер же спостерігається деяке скорочення в прояві інтересу до цієї славної й відмінно зарекомендованій себе породі чотириногих друзів сім'ї, що відбувається даремно. Історія породи досить недалека: ердельтер'єри з'явилися в позаминулому сторіччі, коли англійці, любителі полювання на водоймах, вирішили, що їм потрібна спеціалізована собака в допомогу для виловлювання водяних щурів. І відома всім місцевість навколо англійської річки Ейр подарувала свою назву новій породі, яку отримали, зводячи в кілька етапів породи мисливських, бійцівських і службових псів. Перша виставка в долині річки Ейр, на якій були представлені «берегові собаки», відбулася в 1864 році. Але лише в 1886 році англійський Кінологічний Клуб затвердив назву породи ердельтер'єр (тер'єр з долини річки Ейр) і перші 24 собаки цієї породи були внесені до племінних книг. Родоначальниками породи стали гончаки за видрами та тер'єри Старої Англії (це визначило інтерес до полювання на вільного звіра), а потім селекціонери додавали гени польових гончих і короткошерстих колі, які заклали зовнішні параметри будови корпусу. Завершили формування породи, додавши крові бультер'єрів, визначивши тим самим бійцівський незламний характер ерделя. З тих часів порода набула більш досконалий і закінчений зовнішній образ і майже не позбулася своїх найкращих якостей.

## Характеристика породи
Це воістину універсальна порода. Мисливці вважають, що ердель сполучає в собі чесноти спанієля, ретривера і пойнтера. Він поводиться однаково упевнено на суші й у воді, в горах і на болоті, легко переносить холод (до мінус 35 градусів) і спеку. Ердельтер'єр включений в число службових собак, але його використовують на полюванні і як декоративного собаку. Він володіє хорошим характером завжди веселий, енергійний, темпераментний, тямущий, добре піддається дресуванню, любить працювати, інтелігентний — всі ці якості сприяють його широкій популярності серед собаківників. Кмітливий та терплячий, йому життєво необхідна увага та привід для роздумів. Ердельтер'єри, попри темперамент, ладнають з дітьми, до яких бувають цілком терплячі, але при цьому можуть виявитися ревнивими до чужого пса, особливо через хазяйські ласки.

## Опис
Вага: близько 20 кг. Висота: 58-61 см. Забарвлення: коричнево-руде із чорним зашийком і верхньою стороною хвоста.

## Догляд
Життєво необхідні тривалі прогулянки та фізичні вправи. Якщо ваш улюбленець засумує, то стане шукати собі «пригод». Достатньо щотижневого розчісування. 2-3 рази на рік ердельтер'єрам необхідний грумінг. Протягом року вони не линяють, але після закінчення зими необхідно ретельно вичісувати підшерстя.